# Kwintet voor piano en blazers (Beethoven)
Het Kwintet voor piano en blazers in Es, Opus 16 is een vroeg kamermuziekwerk van de componist Ludwig van Beethoven. Het is het enige pianokwintet dat Beethoven voltooide. Het werd gecomponeerd in 1796, tijdens de enige tournee die hij zou maken.

## Bezetting
Pianoforte, hobo, klarinet, hoorn, fagot. 
Wolfgang Amadeus Mozart schreef eerder al een kwintet voor deze bezetting.

## Structuur
Het kwintet bestaat uit drie delen:
- I Grave; Allegro ma non troppo
- II Andante cantabile
- III Rondo, Allegro ma non troppo

Ook qua vorm toont het opvallende gelijkenissen met het kwintet van Mozart. Verder ontwikkelt Beethoven een geheel eigen stijl, met frisse ideeën en een uiterste fijngevoeligheid. 

## Bewerking
Het kwintet is door Beethoven zelf bewerkt voor pianokwartet (met viool, altviool en cello). Men is er, onder andere door het ontbreken van een manuscript, echter niet helemaal zeker van dat de versie voor piano en blazers eerst was. Deze bewerking wordt beduidend minder uitgevoerd.